# Old Orchard Shoal Light
Old Orchard Shoal Light war ein Leuchtturm in der Lower New York Bay, mit dem eine Untiefe markiert wurde. Das Leuchtfeuer wurde am 25. April 1893 in Betrieb genommen. Am 20. September 2006 wurde das Bauwerk in das National Register of Historic Places aufgenommen und im Maritime Heritage Program des National Park Service als sehenswerter Leuchtturm geführt. Das Bauwerk wurde am 29. Oktober 2012 durch den Hurrikan Sandy zerstört.
Der 1893 gebaute Leuchtturm lag etwa 5,5 km südlich vom New Dorp Beach am Gedney Channel in der Lower New York Bay auf einem 0,72 Acre großen Grundstück, das von der Flut überspült wird. Der Turm bestand aus einer 10,5 m hohen Konstruktion aus Gusseisen, die im Innern auf drei Etagen die etwa 90 m² große Wohnung des Leuchtfeuerwärters beinhaltete. Im Innern waren die Wände bis in den dritten Stock mit Backsteinen kaschiert. Die Fresnel-Linse wurde 1950 entfernt.
Frank Schubert, der der letzte zivile Leuchtturmwärter in den Vereinigten Staaten gewesen sein soll, war hier stationiert, bevor er auf Governors Island und schließlich zum Coney Island Light versetzt wurde.
Am 29. Mai 2007 entschied das Secretary of the Interior, dass die Old Orchard Shoal Light Station Ausschuss gemäß dem National Historic Lighthouse Preservation Act von 2000 sei.
Es fand sich keine Gruppe, die bereit und in der Lage dazu war, das Bauwerk nach dem National Historic Lighthouse Preservation Act zu erhalten. Deswegen bot die General Services Administration das Old Orchard Shoal Light ab Juni 2008 zum Verkauf durch eine Auktion an. Es wurde am 27. August 2008 für 235.000 US-Dollar zugeschlagen.
Im Verlauf des 29. Oktober 2012 wurde das Bauwerk vom Hurrikan Sandy komplett zerstört.